# Franziska Sibylla Augusta von Sachsen-Lauenburg

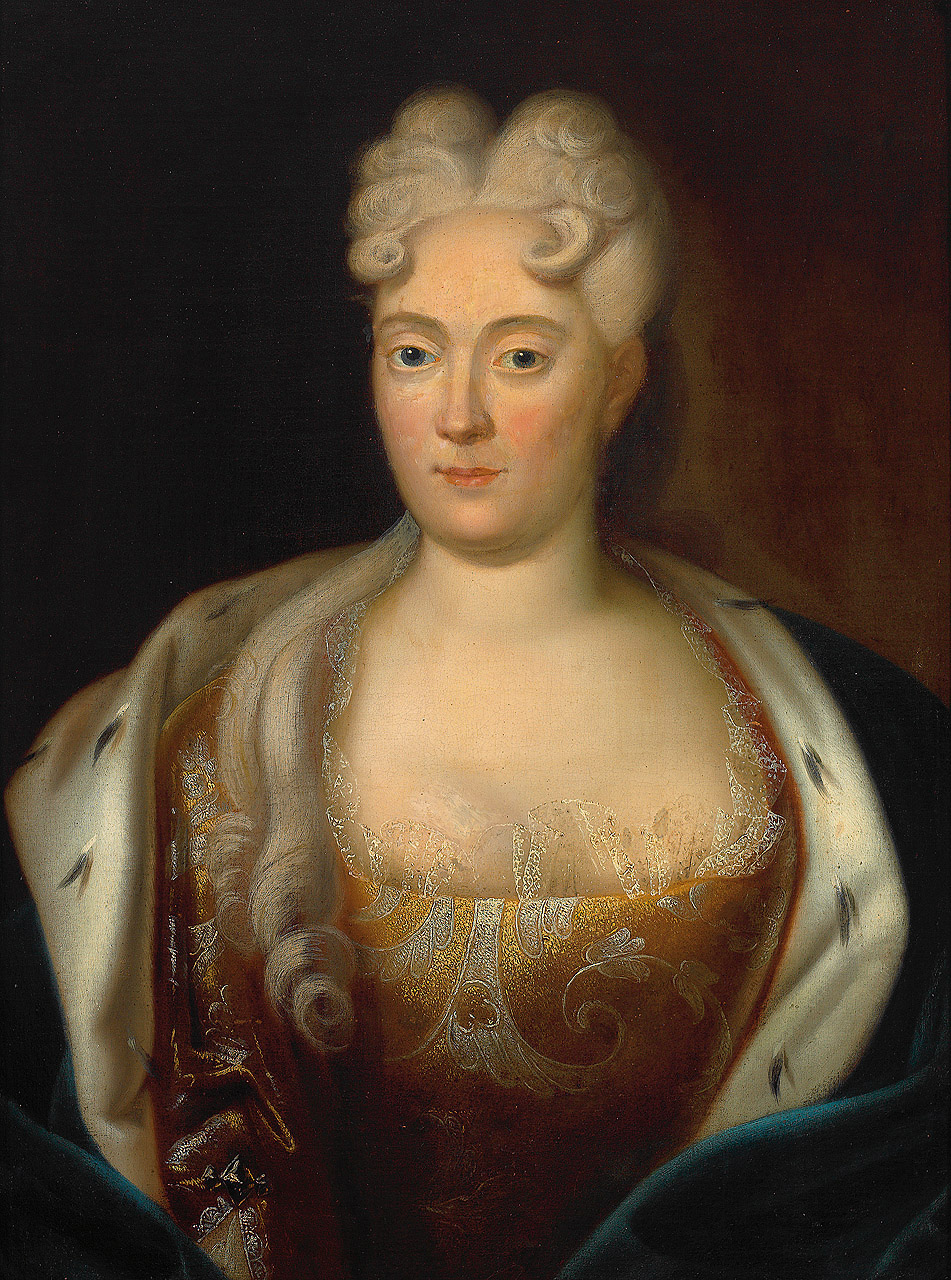
Franziska Sibylla Augusta von Sachsen-Lauenburg

Franziska Sibylla Augusta von Sachsen-Lauenburg (* 21. Januar 1675 in Ratzeburg; † 10. Juli 1733 in Ettlingen) war Ehefrau des Markgrafen Ludwig Wilhelm von Baden-Baden („Türkenlouis“) und nach dessen Tod von 1707 bis 1727 Regentin der Markgrafschaft Baden-Baden. Sie war Bauherrin des Schlosses Favorite in Rastatt, des Ettlinger Schlosses und der Schlosskirche des Schlosses Rastatt.

## Leben

### Frühe Jahre

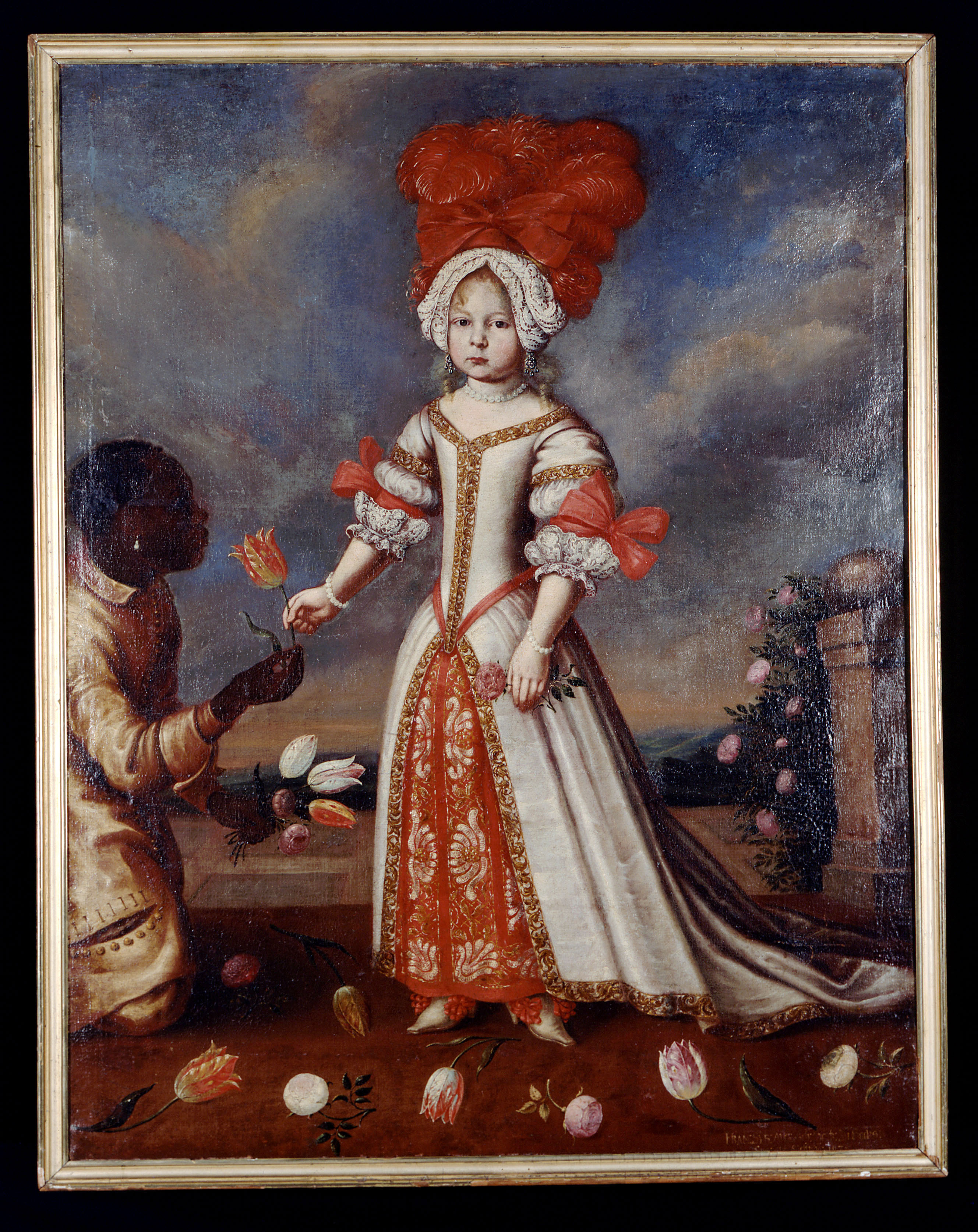
Franziska Sibylla Augusta von Sachsen-Lauenburg

Franziska Sibylla Augusta wurde 1675 als zweite Tochter des Herzogs Julius Franz von Sachsen-Lauenburg und der Pfalzgräfin Hedwig von Sulzbach im Ratzeburger Schloss geboren.
Bereits 1676 zog die Familie in das Schloss Schlackenwerth in Böhmen um, wo Sibylla Augusta die Jugend verbrachte. Nach dem Tod der Mutter am 23. November 1681 wurden sie und ihre Schwester Anna Maria Franziska von Sachsen-Lauenburg von der Gräfin Polixena von Werschowitz erzogen. Ihre Ausbildung erfolgte nach höfischer Etikette in Konversation, Malerei und Musik. Sowohl das Verhältnis zur drei Jahre älteren Schwester wie auch zur Gräfin war nicht das Beste, da die Werschowitz die ältere Schwester bevorzugte. Sibyllas Großvater, der Pfalzgraf Christian August von Sulzbach, unterrichtete sie im Schreiben, Lesen, in Französisch, Geographie und Geschichte. Prägend war auch die Schule der Piaristen, die sie regelmäßig besuchte und die sie später immer wieder lobend erwähnte.
Acht Jahre nach der Mutter starb am 30. September 1689 der Vater, der zeit seines Lebens mit den Töchtern nicht viel anfangen konnte und stets seinem früh verstorbenen erstgeborenen Erbprinzen nachtrauerte. Zwei weitere Schwestern waren ebenfalls im frühen Kindesalter gestorben.
In höfischen Kreisen wurde gemutmaßt, Vater Julius Franz sei vergiftet worden. Im Verdacht stand Gräfin Polixena von Werschowitz, die offensichtlich auf das Vermögen aus war. Beweise für ein Mordkomplott ließen sich jedoch nicht finden. Zudem: Fünf Tage vor seinem Tod hatte der Vater die Töchter testamentarisch unter den Schutz des Kaisers gestellt, so dass die Komtesse leer ausging. Mangels männlichem Erben und mit erheblichem Vermögen ausgestattet stellten die beiden Töchter also eine gute Heiratspartie dar. Dann aber sequestrierte (beschlagnahmte) der Kaiser das Land, obwohl die weibliche Erbfolge in Sachsen-Lauenburg bereits eingeführt war. Den Töchtern beließ er nur deren böhmische Besitzungen. Sibylla Augusta und Anna Maria mussten nach Schloss Reichstadt zu einer angeheirateten Tante, der Herzogin Lobkowitz-Sagan, umziehen.

### Ehe mit Markgraf Ludwig Wilhelm

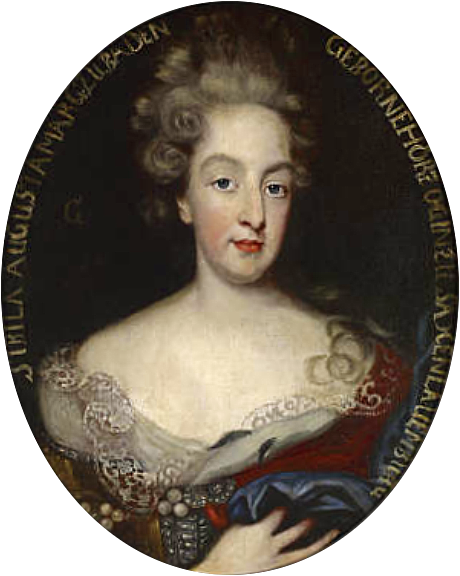

Für den Kaiser Leopold I. kam dieses Testament ganz gelegen, hatte er doch zwei hochverdiente Fürsten in seinen Diensten, die er noch gerecht entlohnen musste. Folglich teilte er das Erbe auf die beiden Töchter auf. Er wollte die ältere mit seinem Feldherrn Markgraf Ludwig Wilhelm verheiraten und die jüngere mit dessen Cousin Prinz Eugen. Der Markgraf war auf diese reiche Heirat angewiesen, da sein Besitz von den Franzosen zerstört worden war, während er für den Kaiser im Feld war und der Wiederaufbau viel Geld kostete.

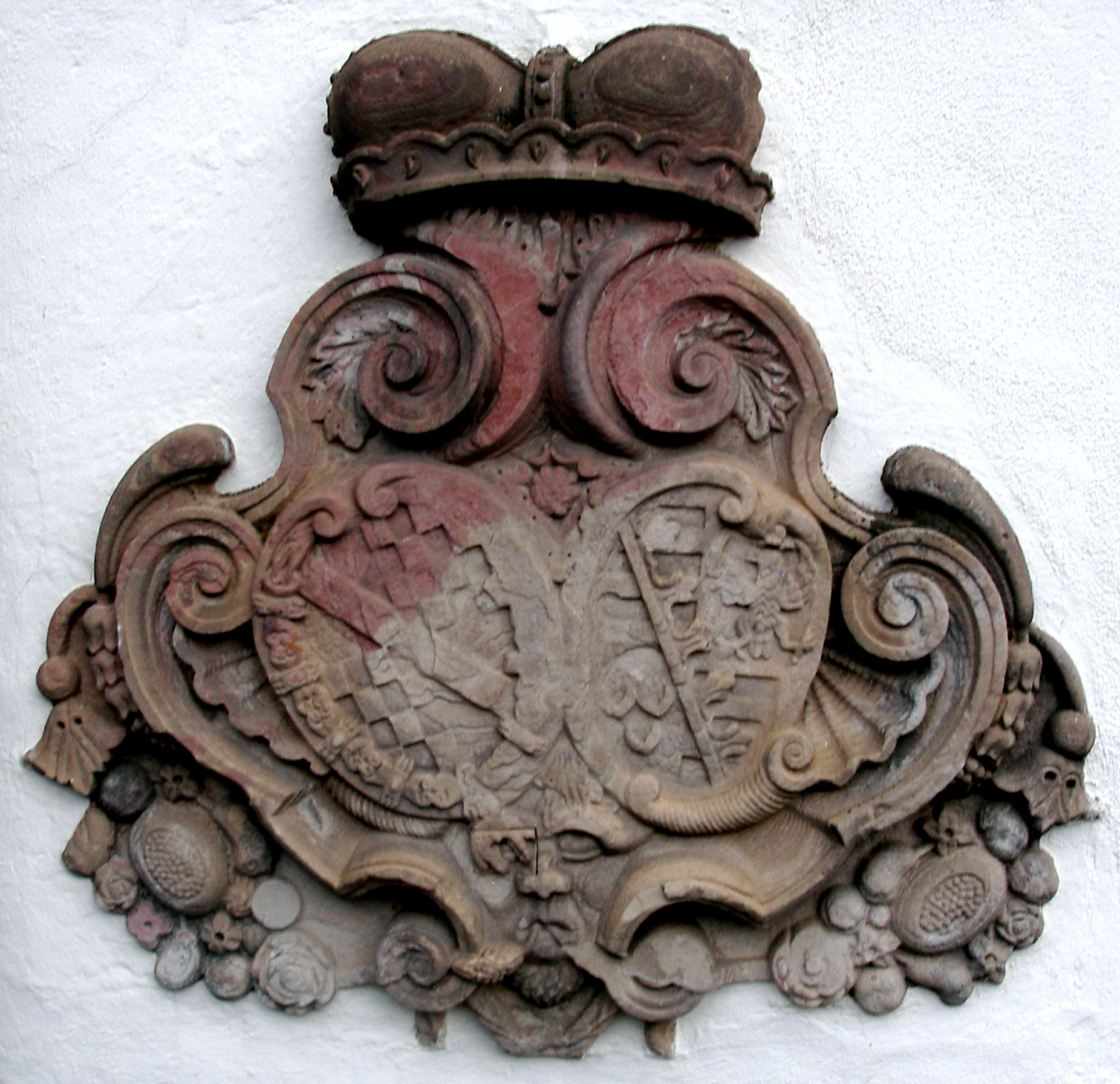
Allianzwappen des Markgrafen Ludwig Wilhelm von Baden und seiner Ehefrau Franziska Sibylla Augusta von Sachsen-Lauenburg

In der Folge reiste Markgraf Ludwig Wilhelm zur Brautschau nach Böhmen. Als er dort am 10. Januar 1690 eintraf, verliebte sich der 34-jährige Markgraf entgegen den Plänen des Kaisers in die jüngere, noch nicht 15-jährige Franziska Sibylla Augusta. Die Verlobung wurde schnell, bereits vier Tage später, am 14. Januar 1690 vollzogen. Die Heirat folgte am 27. März 1690 auf Schloss Roudnice nad Labem. Da der Stammsitz des Markgrafen in Baden-Baden von den Franzosen zerstört war, blieb das frisch vermählte Paar zunächst in Schlackenwerth (Ostrov nad Ohří). Erst im Jahre 1693 lernte Franziska Sibylla Augusta ihre zukünftige badische Heimat kennen.
Die Schwester Anna Maria Franziska war über diese Zurücksetzung aufs Äußerste erzürnt und verweigerte die Heirat mit Prinz Eugen, da dieser kein regierender Fürst war. Sie heiratete am 29. Oktober 1690 den Prinzen Wilhelm von Pfalz-Neuburg und verließ nach langen Erbstreitigkeiten Schlackenwerth für immer. Da der Prinz bereits 1693 starb, heiratete sie 1697 einen Medici, den Großherzog der Toskana, Gian Gastone de’ Medici.
Kurz nach seiner Heirat mit Franziska Sibylla Augusta musste Markgraf Ludwig Wilhelm jedoch wieder in den Krieg gegen die Osmanen ziehen. In der Schlacht bei Slankamen konnte er 1691 seinen größten Triumph erzielen. Der Briefwechsel zwischen der jungen Franziska Sibylla Augusta und Ludwig Wilhelm ist verloren gegangen, doch Franziska Sibylla Augusta hatte ein enges Verhältnis mit ihrem Großvater, dem Pfalzgrafen Christian August von Sulzbach. Aus dieser Korrespondenz lässt sich die große Liebe und Bewunderung von Franziska Sibylla herauslesen.
In den ersten Jahren war sie viel von ihrem Mann getrennt und hatte viel Zeit für ihre Interessen. Doch bald begann sie sich um die Verwaltung ihrer Güter zu kümmern, eine Erfahrung, aus der sie später viel Nutzen zog.
1692 war sie bei Hofe zu Besuch, doch das höfische Leben gefiel ihr nicht und sie beschloss, fortan dem Hof fernzubleiben.
Sie wollte zukünftig ihrem Mann zur Seite stehen und zog mit ihm von Feldlager zu Feldlager, doch dies schadete ihrer Gesundheit sehr.

### Kinder
Mit ihren Kindern hatte Franziska Sibylla Augusta wenig Glück und musste viele Schicksalsschläge hinnehmen. Die erste Schwangerschaft endete mit einer Fehlgeburt, das erste Kind lebte ein halbes Jahr, das zweite vier Jahre, das dritte sechs Jahre und das vierte drei Jahre. Das fünfte starb nach vier Monaten. Im Ganzen waren es neun Kinder, die aus der Ehe hervorgingen, wovon nur drei das zehnte Lebensjahr erreichten, eine Tochter und zwei Söhne. Die Tochter starb mit 21 Jahren im Kindbett, die Söhne wurden 59 und 65 Jahre alt.
1. Fehlgeburt († zwischen 1690 und 1695)
2. Leopold Wilhelm (* 28. November 1695 in Günzburg; † 19. Mai 1696 ebenda), Erbprinz von Baden-Baden
3. Charlotte (* 7. August 1696 in Günzburg; † 16. Januar 1700 ebenda (?))
4. Karl Joseph (* 30. September 1697 in Augsburg; † 9. März 1703 in Schlackenwerth), Erbprinz von Baden-Baden
5. Wilhelmine (* 14. August 1700 in Nürnberg; † 16. Mai 1702 in Schlackenwerth)
6. Luise (* 8. Mai 1701 in Nürnberg; † 23. September 1707)
7. Ludwig Georg Simpert (* 7. Juni 1702 in Ettlingen; † 22. Oktober 1761 in Rastatt), Markgraf von Baden-Baden
8. Wilhelm Georg Simpert (* 5. September 1703 in Aschaffenburg; † 16. Februar 1709 in Baden-Baden)
9. Auguste Marie Johanna (1704–1726) ⚭ 13. Juli 1724 Louis d’Orléans, Herzog von Orléans (1703–1752)
10. August Georg Simpert (1706–1771), Markgraf von Baden-Baden

Als der fünfjährige Sohn Karl Joseph 1703 starb, pilgerte Franziska Sibylla Augusta das erste Mal nach Maria Einsiedeln. Es folgten noch weitere sieben Wallfahrten.
Der spätere Markgraf Ludwig Georg Simpert bereitete ihr während seiner Kindheit viele Sorgen, er schien zurückgeblieben und begann erst mit sechs Jahren, nach einer Wallfahrt nach Maria Einsiedeln zu sprechen. Am 8. Juni 1702 wurde er unter freiem Himmel vor der von den Franzosen niedergebrannten Martinskirche in Ettlingen getauft. Er übernahm im Alter von 25 Jahren 1727 die Markgrafschaft Baden als Regent.
Als 1705 das neue Rastatter Schloss bezugsfertig war, konnten Franziska Sibylla Augusta und die Kinder endlich dort einziehen, doch im Januar 1707 starb der Markgraf.

### Regentin der Markgrafschaft Baden
Am 4. Januar 1707 starb Markgraf Ludwig Wilhelm an den Folgen einer Kriegsverletzung. Da die Kinder noch zu jung waren, übernahm Franziska Sibylla Augusta die Regentschaft.
Durch eine geschickte Hand in der Heiratspolitik, ein wachsames Auge auf die Finanzen und eine Reform der Verwaltung verschaffte sie sich Respekt und Anerkennung in der Bevölkerung. Ihre Baupolitik schaffte Arbeitsplätze, doch dem Volk ging es erbärmlich. So nahm sie Schulden auf ihre böhmischen Besitzungen auf, um die größte Armut zu lindern. Wann immer es ging, unternahm sie Wallfahrten, um neben den weltlichen Beratern wie Herzog Leopold von Lothringen und dem Kurfürsten Johann Wilhelm von der Pfalz auch den geistlichen Beistand zu erhalten.
Vor allem die Kinder und die Gefahr durch die wieder einfallenden Franzosen bereiteten ihr große Sorgen. 1707 schrieb sie einen Bittbrief an den Kaiser, er möge sein Versprechen an den verstorbenen Markgraf einhalten, im Falle seines Todes für die Kinder zu sorgen, doch der Kaiser riet Franziska Sibylla Augusta nur, wieder nach Böhmen zurückzukehren.
Es folgten einige ruhige Jahre, in denen Franziska Sibylla Augusta eine rege Bautätigkeit unternahm und ihr künstlerisches Geschick zur Entfaltung brachte. Ihr Plan, ein Schloss im nahen Niederbühl zu bauen, wurde abermals durch die Franzosen gefährdet und sie floh nach Ettlingen. Doch im November 1713 gab es Frieden. Prinz Eugen handelte mit Marschall Villars im Schloss Rastatt den Friedensvertrag aus, während Franziska Sibylla Augusta in Ettlingen weilte. 1714 wurde der Frieden von Rastatt geschlossen, der den Spanischen Erbfolgekrieg beendete. Aus Dankbarkeit baute sie die Einsiedelner Kapelle in Rastatt.

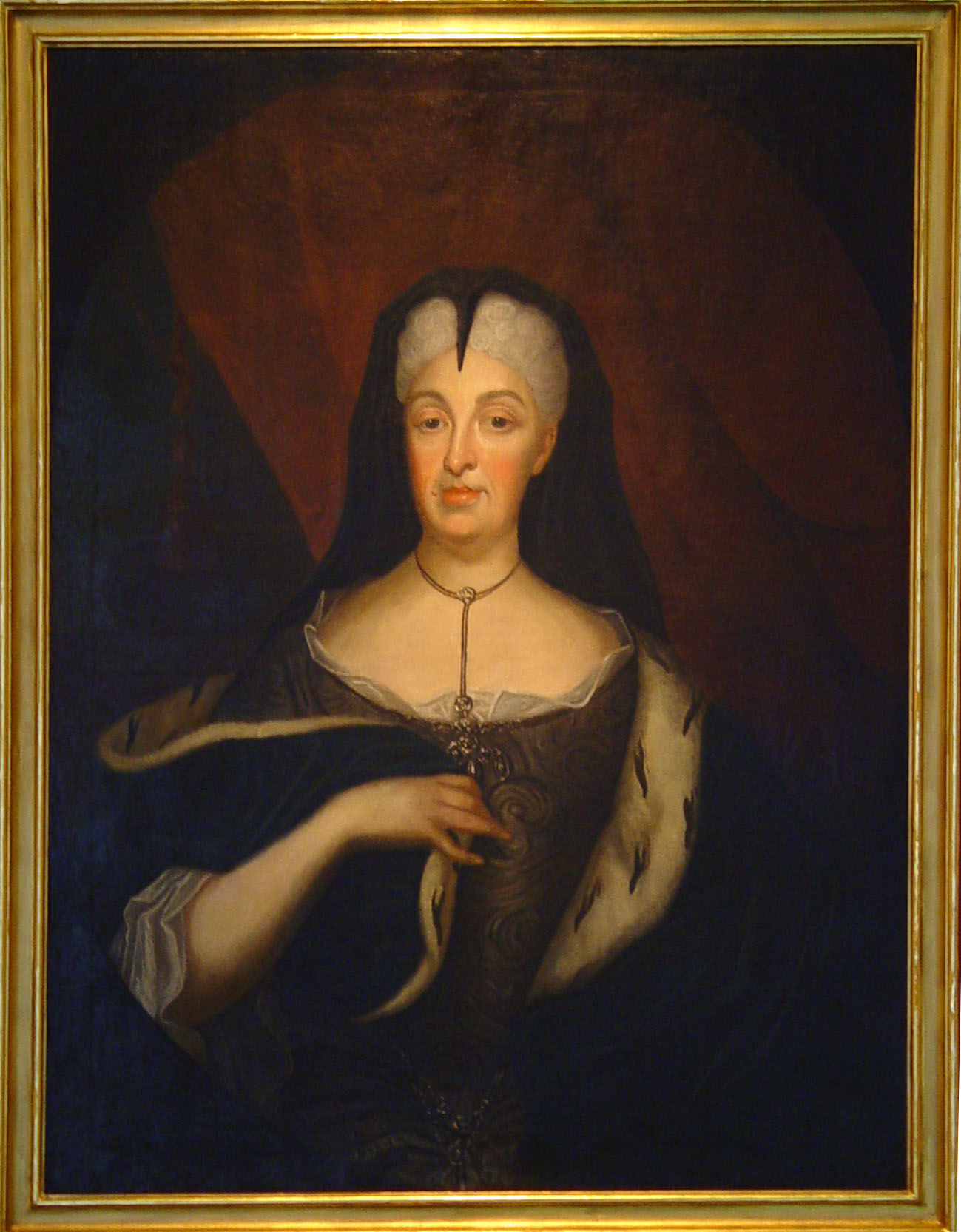
Franziska Sibylla Augusta

### Letzte Jahre
1727 übergab sie ihrem Sohn Markgraf Ludwig Georg Simpert die Regierungsgeschäfte und zog sich auf ihren Witwensitz in Schloss Ettlingen zurück. Im Oktober 1727 unternahm die Markgräfin ihre siebte Wallfahrt nach Maria Einsiedeln, bevor sie sich die nächsten Jahre bis zu ihrem Tode dem Ausbau des Ettlinger Schlosses widmete. Dort veranstaltete sie am 11. Januar 1729 ein Chinesisches Fest, dem der Augsburger Verleger Johann Christian Leopold eine Kupferstichserie widmete. Im Juni 1730 unternahm sie ihre letzte, die achte Wallfahrt nach Maria Einsiedeln.
Unter dem Einfluss von Kardinal Damian Hugo Philipp von Schönborn-Buchheim, dem Fürstbischof von Speyer, führte sie einen streng religiösen Lebenswandel und trat in verschiedene Klöster und Orden ein.
Am 10. Juli 1733 starb Franziska Sibylla Augusta im Alter von 58 Jahren in Ettlingen und wurde am 12. Juli 1733 in der Schlosskirche Rastatt beigesetzt. Am Eingang der Kirche befindet sich eine im Boden eingelassene Grabplatte mit der Inschrift: + BETTET FÜR DIE GROSE SÜNDERIN AUGUSTA MDCCXXXIII.

## Bautätigkeit
Bereits früh betätigte sich Franziska Sibylla Augusta als Bauherrin. In Schlackenwerth baute sie, zusammen mit Ludwig Wilhelm, 1691 das 1697 fertiggestellte Weiße Schloss. Hierbei handelte es sich um eine dreiflügelige Anlage nach Wiener und Prager Vorlagen, die inmitten einer Parkanlage gelegen, an böhmische Gegebenheiten angepasst wurde. Baumeister war Johann Michael Sock.
Schon in Schlackenwerth ließ sie 1709 eine Kapelle bauen nach dem Vorbild der Kapelle Maria Einsiedeln in der Schweiz. Eine weitere Kopie dieser Kapelle entstand 1715 in Rastatt, als Dank für das Ende des Spanischen Erbfolgekrieges und des Friedensschlusses 1714 im Frieden von Rastatt.
In Rastatt entstand das Schloss Rastatt, wohl noch maßgeblich von Ludwig Wilhelm beeinflusst, doch nach seinem Tode ersetzte die Markgräfin den Hofbaumeister Domenico Egidio Rossi durch Johann Michael Ludwig Rohrer aus Böhmen und ernannte ihn zum Hofbaumeister.
In der Folge entstanden eine Reihe von Bauten, unter anderem:
- 1707 Umbau und Instandsetzung am Schloss Rastatt
- 1710 Schloss Favorite in Förch
- 1713 Valentinskirche in Karlsruhe
- 1714 Wiederaufbau in Rastatt
- 1715 Einsiedelner Kapelle in Rastatt
- 1717 Amtshaus in Offenburg; Jagdhaus auf dem Fremersberg
- 1718 Eremitage im Park von Schloss Favorite
- 1719 Heilig-Kreuz-Kirche (Schlosskirche) in Rastatt
- 1721 Loretokapelle; Erweiterung Jagdschloss Scheibenhardt in Bulach
- 1722 Pagodenburg (Gartenschlösschen) in Rastatt
- 1723 Arbeiten im Schloss Bruchsal
- 1724 Eremitage in Waghäusel; Schlossanlage in Kislau; Diverse Bauten in Scheibenhardt
- 1728 Ausbau Schloss Ettlingen
- 1730 Wiederaufbau des Langhauses der Martinskirche in Ettlingen
- 1731 Schlosskapelle im Ettlinger Schloss

Im Schloss Favorite in Rastatt wird heute die Porzellansammlung der Markgräfin ausgestellt. Das Schloss wird außerdem für Konzerte genutzt.

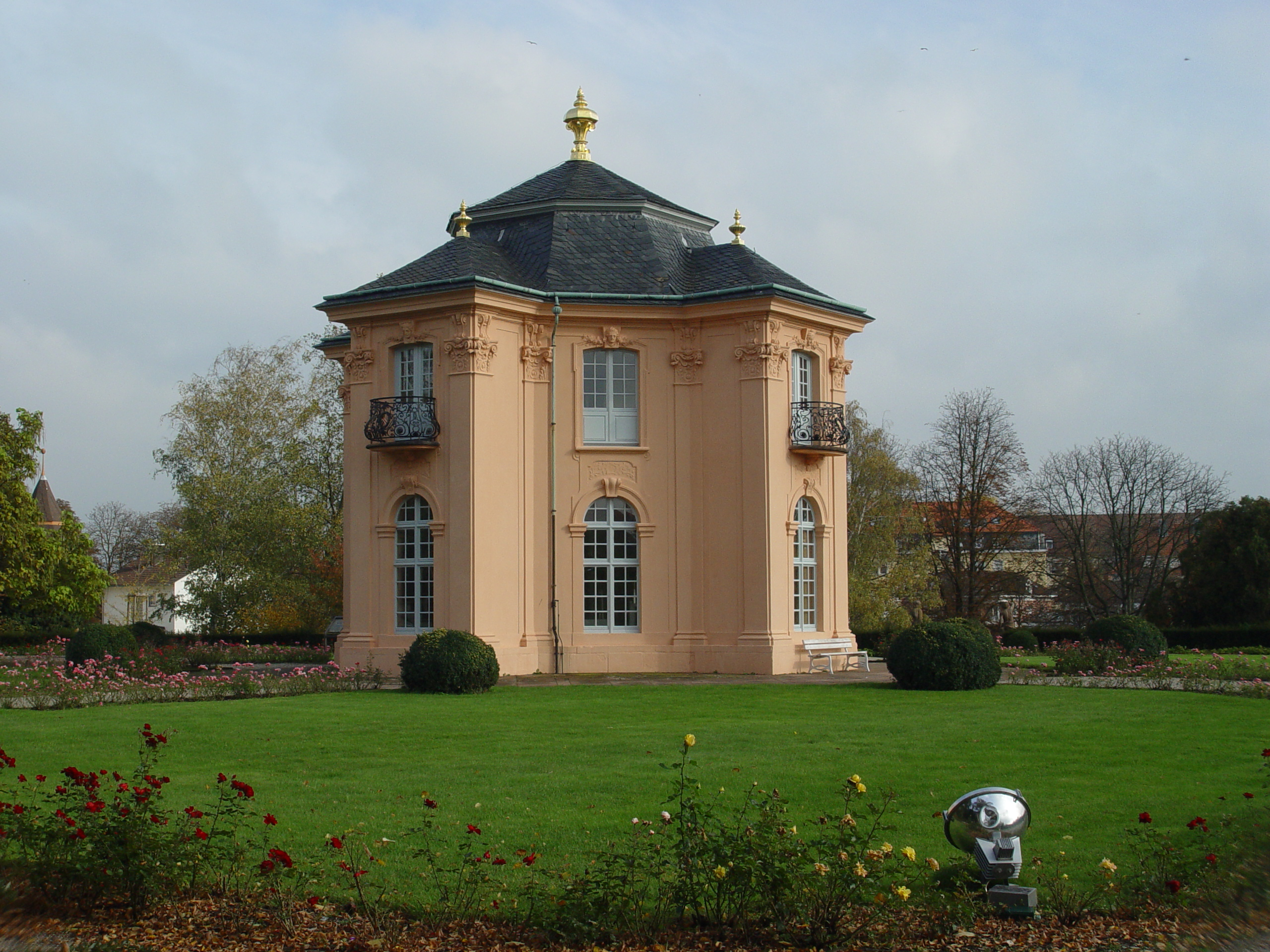
Pagodenburg Rastatt
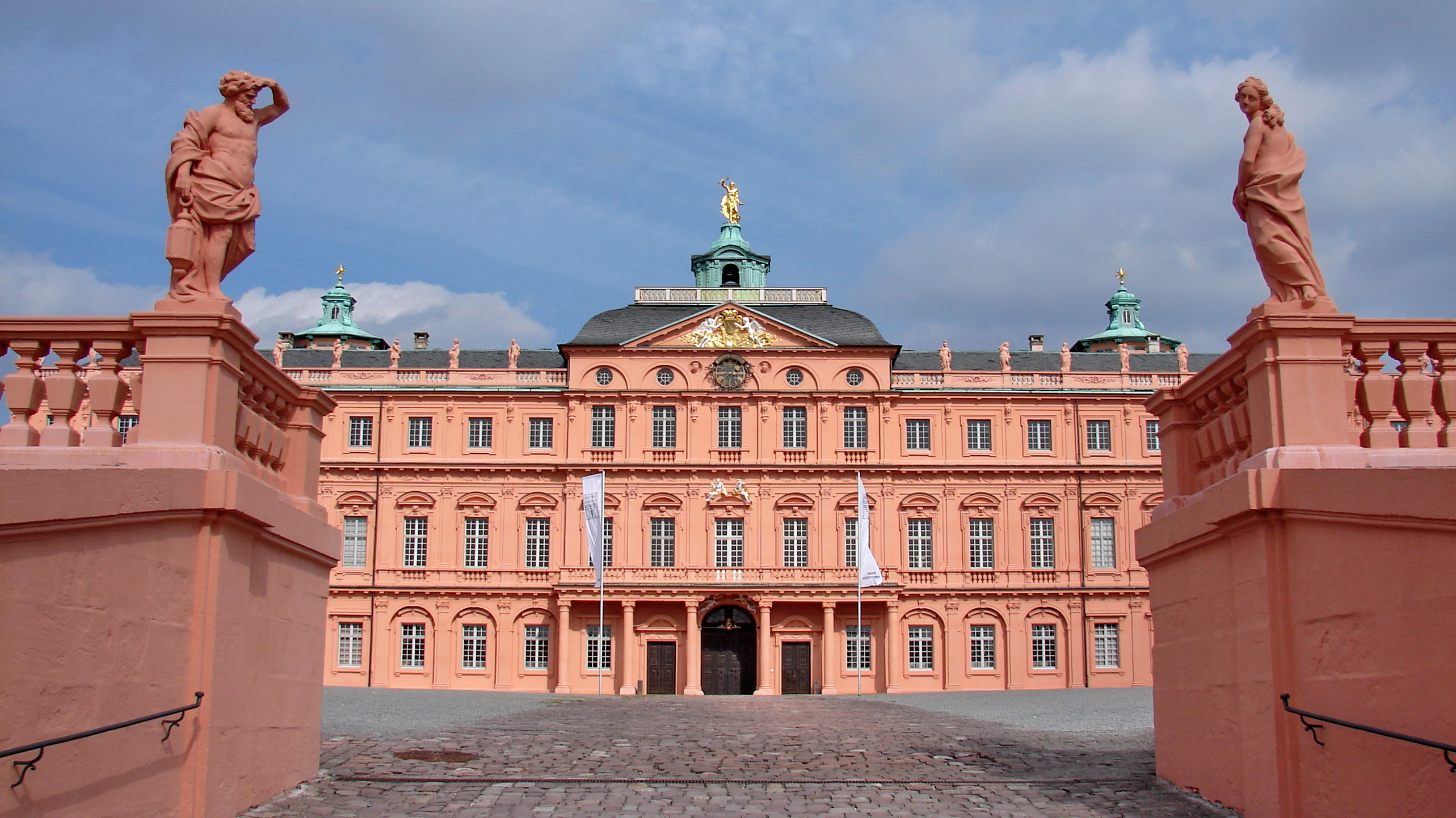
Rastatter Schloss
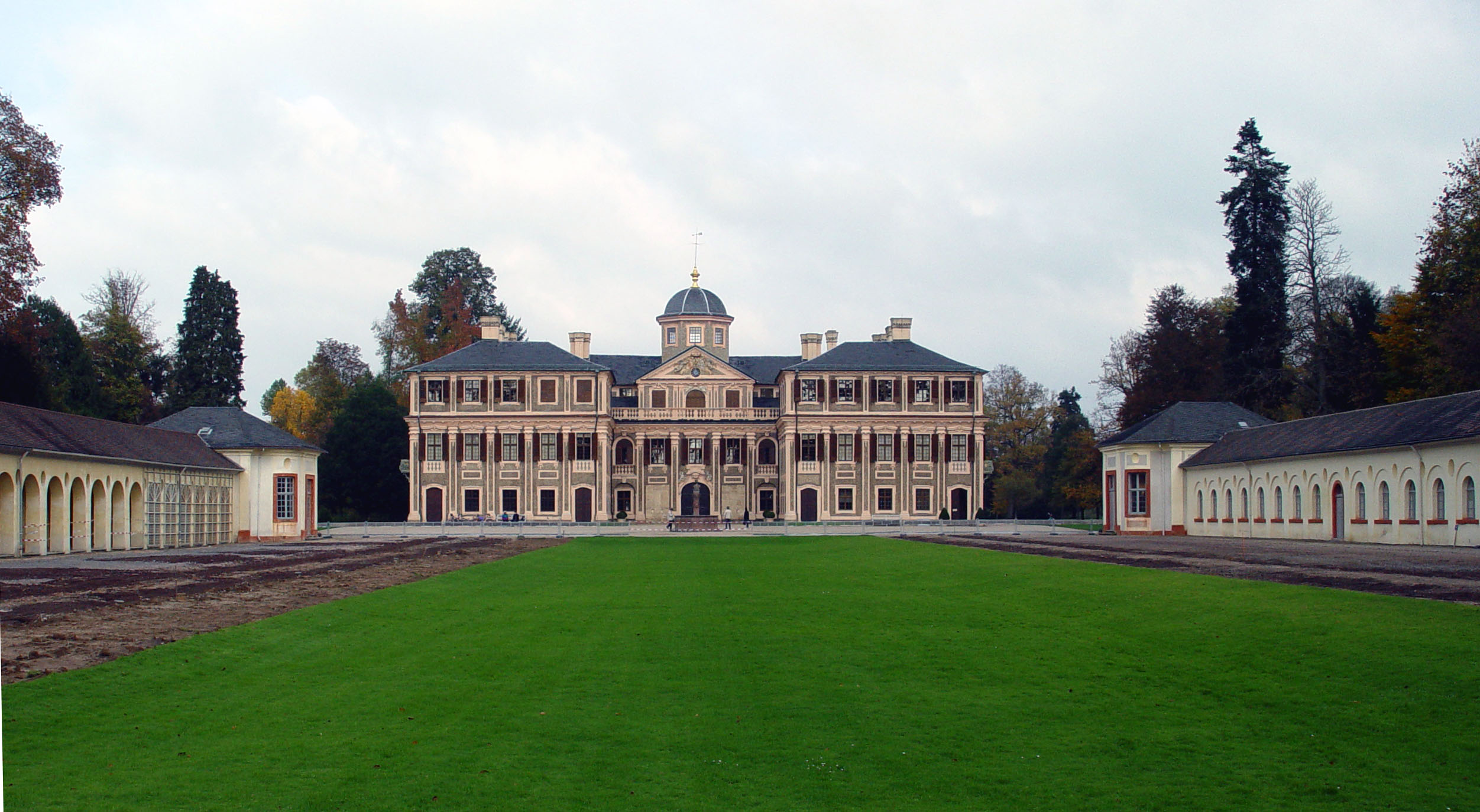
Schloss Favorite
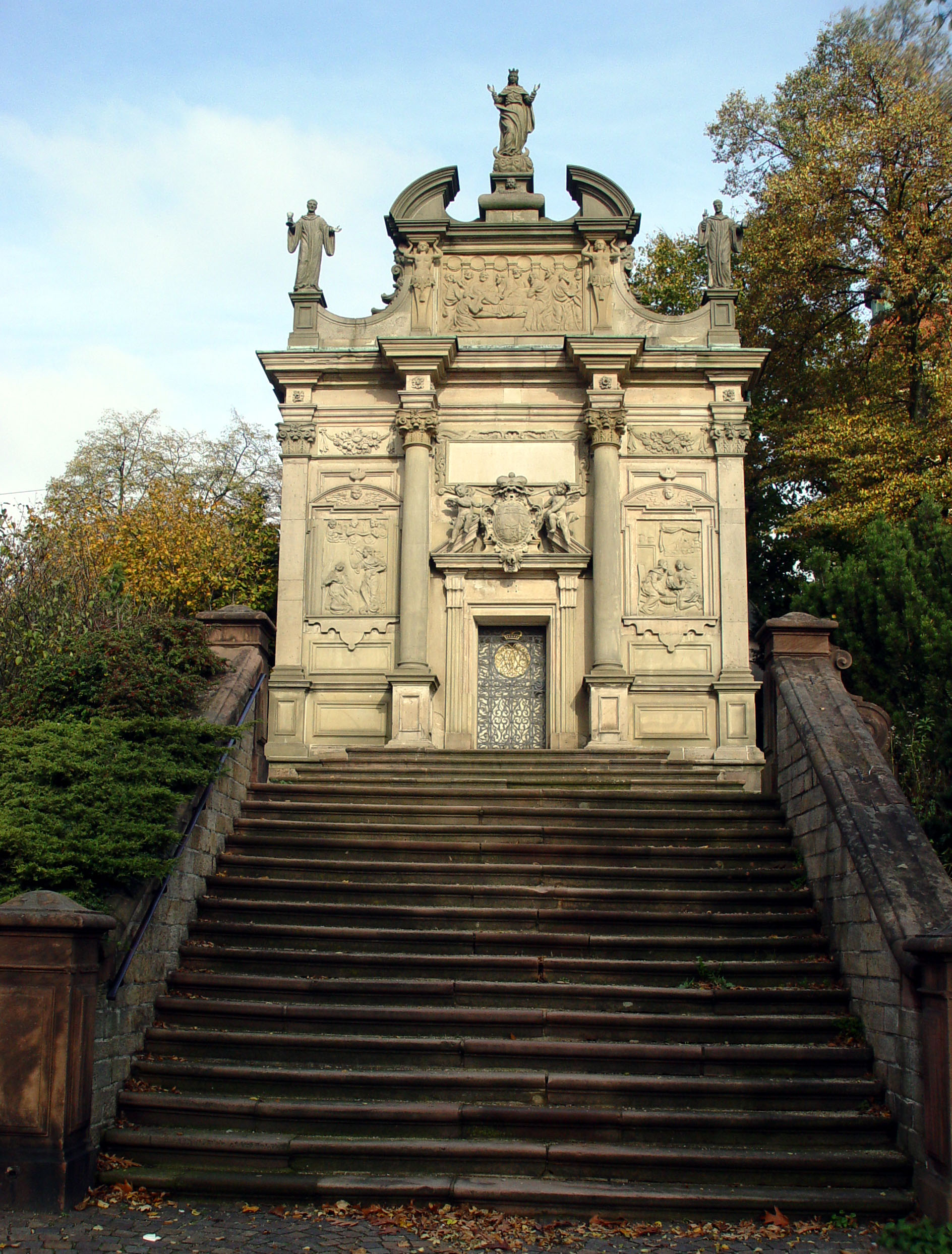
Einsiedelner Kapelle Rastatt